# 京东大鼓
京东大鼓，是中国曲艺曲种之一，属板腔体鼓曲，起源于今河北省三河市、香河县及天津市宝坻区，因地处北京以东故得名。

## 历史
京东大鼓是采用京东方音说唱的鼓曲形式。表演为一人站立击鼓演唱，别人用三弦、扬琴等伴奏。约形成于清朝中叶，在不同时期和地点有不同称谓，例如京东怯大鼓、乐亭调、平谷调大鼓、平谷调、乐亭调大鼓、四平调大鼓、乐亭大鼓（与形成并流行于河北省乐亭县的乐亭大鼓名同而实异）、铁片大鼓、铁板大鼓、承德地方大鼓等等。京东大鼓起源于京东河北的三河市、香河县及天津的宝坻区，流行于河北廊坊、保定、承德、唐山、北京怀柔、天津宝坻地区。20世纪初传入天津时，在小型曲艺演出场所上演，主要为说唱长篇大书。1930年代初，天津宝坻人刘文斌在天津商业电台演播《刘公案》，京东大鼓的影响由此扩大，后渐传至北京、唐山等地。
1949年以前，京东大鼓的艺人很多，例如邓殿奎、于七、王宪章、傅士亭、刘俊海、张士诚、王佩臣、石金荣、魏西庚、刘文斌、齐文周等等。曲目、书目有短篇鼓曲《王婆骂鸡》、《杨八姐游春》、《耗子告猫》、《湘子上寿》、《鞭打芦花》、《小姑贤》，中篇鼓书《响马传》、《王定保借当》、《包公出世》、《葛红霞扫北》、《刘公案》，长篇鼓书《大八义》、《小八义》、《呼家将》、《杨家将》、《双合记》、《反唐》等等。1933年，河北香河县艺人于景元在天津仁昌电台演播《石兰传》时，称“京东大鼓”，“京东大鼓”一名由此通行。
1949年后，京东大鼓演员以天津宝坻的业余演员董湘昆最知名。董湘昆在保存传统唱腔的基础上，将京东各地方音改为汉语普通话，并加工唱腔，创作新曲目。经董湘昆等人努力，1960-1970年代京东大鼓走向高峰，影响遍及北方各地。
此后京东大鼓逐渐衰落。在2000年中国中央电视台春节联欢晚会的相声《旧曲新歌》（郭冬临、冯巩表演）中引入了京东大鼓《送女上大学》片断，使京东大鼓的知名度稍有提高。
2006年，京东大鼓被评选为首批国家级非物质文化遗产。此后，宝坻成立京东大鼓艺术研究会，2009年起举办全国京东大鼓艺术节。2009年，董湘昆被确定为国家级非物质文化遗产代表性传承人。

## 表演特点
京东大鼓以说唱长篇鼓书见长，艺人自击鼓板，使用三弦伴奏（后来加入了扬琴）。唱词基本格式为七字句（二、二、三），但常在段落首句前加三字头（如“表的是”等），句中也常嵌入字、词及短语，句尾常加“哪”、“啊”等虚字。京东大鼓原始腔调比较简单，后经艺人们创造、丰富，发展到约二十余种腔调。

## 代表艺人
- 刘文斌（1890年-1967年），又名李存有，天津宝坻县人。刘文斌年轻时为了谋生在天津撂地演出，并于1935年将自己所表演的曲艺形式定名为“京东大鼓”。他的嗓音粗犷宽亮，表演纯朴，富有特色，是当时影响最大的京东大鼓艺人。除了对京东大鼓的板式、唱腔进行加工、创新，他还将其它曲种的许多曲目移植到京东大鼓中。
- 董湘昆（1927年-2013年），又名董庆永，天津宝坻县人，刘文斌的业余弟子之一。董湘昆在刘文斌唱腔特色的基础上，将宝坻方音改用京音，创作了一系列表现当代生活的新曲目，并培养了众多专业和业余表演者，使京东大鼓的影响扩大到中国各地，也使带有刘文斌韵味的“十三咳”等唱腔流派成为京东大鼓的最主要流派。

## 代表曲目
《杨家将》、《包公案》、《武家坡剜菜》、《劝人方》、《送女上大学》等。